# ولایت جوزجان
ولایت جَوْزجان یا گَوزگانان (عربی:جوزجانان، پارسی: گوزگانان، انگلیسی: Jowzjan) یکی از ۳۴ ولایت‌ افغانستان است، که در شمال این کشور قرار دارد. این ولایت که مساحت آن در حدود ۱۴ هزار و ۶۰۰ کیلومترمربع است، از شرق با ولایت بلخ، از غرب با ولایت فاریاب و از جنوب با ولایت سرپل مرز مشترک دارد. همچنین با کشور‌ ترکمنستان همسایه است. مرکز این ولایت، شهر شبرغان است. جمعیت این ولایت نیز حدود ۶۰۲٬۰۸۲ نفر است.
گَوزگانان در گذشته‌ها به ناحیه‌ای وسیع گفته می‌شد که شامل ولایت‌های جوزجان، سرپل و فاریاب بود.

## نام
جوزجان به نام‌های جوزجانان، گوزگانان و گَوْزگان یاد می‌شد.
1. هیوان‌تسانگ جهانگرد چینی در قرن ششم قبل از میلاد از جوزجان بازدید نموده و نام آن را «هوشی کین» ثبت نموده‌است.
2. پروفیسور مینورسکی شرق‌شناس معاصر نام جوزجان را منسوب به «جَوز» معرب «گوز» به معنی چهار مغز می‌داند.
3. دکتر ذبیح‌الله صفا بدون ذکر مآخذ در مورد وجه تسمیه جوزجان یا گوزگانان معتقد است که این نام گرفته شده از (گوزک) نام زن و خواهر هوشنگ ابن فراوک بن سیامک بن میشی ابن کیومرث ملقب به پیشداد است.
4. به روایت فردوسی در شاهنامه گوزگانان نامی است که گویا شاهان سلسله پیشدادی بر این منطقه گذاشته‌است.
دگر گوزگانان فرخنده جای
نهادست نامش جهان کدخدای
5. به روایت فرخی سیستانی:
بلخ بس خوبست لیکن بلخیان را بلخ
مرمرا با شهرهای گوزگانانست کار
نو بهار بلخ را بر چشم من حشمت نماند
تا بهار گوزگانان پیش من بِگشَود
بیشه‌های گرزیوان از لاله زارو شنبلید
گاه چون بیجاده گردد گاه چون زرعیار

## پیشینه
در سال ۹۰ هجری، نیزک بادغیس، ترسل‌شاه فاریاب همراه با گوزگان شاه گوزگانان، اسپهبد بلخ، سهرک‌شاه طالقان، تگین شاه کابل و جیغویه شاه تخارستان علیه قتیبه بن مسلم قیام کردند تا او را از ولایتداری خراسان بر اندازند.

## جفرافیا

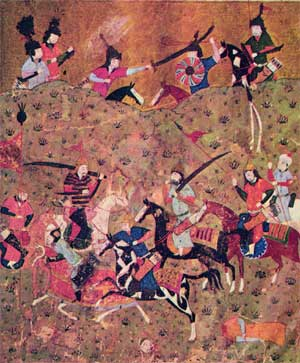
صحنه نبرد دندانقان

در بیشتر کتابهای جغرافیایی که در جهان اسلام نوشته شده، نامی از آن برده شده یا بخش جداگانه‌ای بدان اختصاص یافته‌است. ابن واضح یعقوبی که اثر خود را در حدود ۲۷۹ق/۸۹۲م نوشته، مرکز گوزگان را شهر «اَنبار» دانسته و گفته‌است که والیان در آنجا هستند. او جایگاه پادشاهان جوزجان را شهرهای «کندرم» و «قرزمان» دانسته‌است (ص ۶۳).
مؤلف حدودالعالم حدود آن را چنین بیان می‌کند: از مشرق به بلخ و تُخارستان تا حدود بامیان، از جنوب به آخر حدود غور و مرز بُست، از مغرب به غَرْجِسْتان و قصبهٔ بشین تا حدود مرو و از شمال تا حدود جیحون (ص ۹۵). وی از نواحی و شهرهای زیر نیز در این ولایت نام برده‌است: ربوشاران، درمشان، تمران، تمازان، ساروان، مانشان، طالقان، جهودان، باریاب (پاریاب)، نریان، کرزوان، کندرم، ابنیر (صص ۹۵–۹۷). طبق نوشتهٔ این کتاب، شهر جهودان (یهودیه) پایتخت فرمانروایان آل فریغون بوده‌است (ص ۹۷)؛ لیکن ابن حوقل که اثر خود را پیش از حدود العالم نوشته، شهر «اَنبار» را بزرگ‌ترین شهر این ناحیه دانسته و گفته‌است که آل فریغون زمستانها در این شهر اقامت می‌کنند (ص ۱۷۷).
مقدسی همانند نویسندهٔ حدودالعالم یهودیه را مرکز ولایت گوزگان دانسته، ولی شهرهای آنجا را کم جمعیت یا با جمعیت اندک توصیف کرده‌است (ص ۴۳۳). وی بجز یهودیه، از شهرهای انبار، برزوزؤ فاریاب، کلان و شورقان نام برده‌است. مقدسی در جای دیگر کتاب خود ضمن توصیف راه‌های آنجا، راه یهودیه (پایتخت آل فریغون) تا رباط افریغون را دارای ۴ مرحله دانسته‌است (ص ۵۰۸). رباط یاد شده ظاهراً از بناهای یکی از فرمانروایان نخستینِ این خاندان بوده‌است.
اصطخری ضمن اینکه از یهودیه به سان مرکز گوزگان یاد کرده، شهر انبار را بزرگ‌ترین شهر و اقامتگاه پادشاهان این سرزمین به‌شمار آورده‌است (صص ۲۱۳–۲۱۴).
در افغانستان کنونی، در این حدود، ولایت‌های جوزجان، سرپل و فاریاب وجود دارد که مرکز ولایت جوزجان شهر شَیُرغان، مرکز ولایت سرپل شهر سرپل که در قدیم انبار نام داشته و مرکز فاریاب شهر میمنه است که در قدیم یهودیه نام داشته‌است.

## طلاتپه
گنجینهٔ طلای باختری در طلاتپه در سال‌های ۷۹–۱۹۷۸ میلادی، یک تیم از باستان‌شناسان شوروی سابق به سرپرستی ویکتور ساریانیدی شش گور سکائی را در طلاتپه در نزدیکی شهر شِبِرغان، در غرب بلخ، در آستانهٔ حملهٔ شوروی به افغانستان کشف کردند.
کمتر از نیم کیلومتر از شهر مستحکم شدهٔ باستانی یمشی‌تپه، این تیم شش گور دست‌نخورده را پیدا کردند که بقایای پنج زن و یک مرد را در خود جای داده بود، و پیشینهٔ آن به سدهٔ نخست میلادی می‌رسید. در پنج تا از این گورها ۲۰٫۰۰۰ پارچهٔ طلا و ابزار دیگر - جواهرات، کمربندها، سرپوش (کلاه)، اسلحهٔ سنتی و هزاران اشیای شخصی دیگر جای گرفته‌بودند. این اشیاء که کاملاً سالم و دست‌نخورده باقی‌مانده بودند و به ترتیب دقیقی که بازماندگان و فامیل این مُردگان قرار داده بودند، و از پنج گور در طلاتپه بیرون کشیده شده بودند به باستان‌شناسان این امکان را داد تا پوشاک و جواهرات این رفتگان در جزئیات دقیق آن بازسازی کنند. (نگارهٔ زیر را ببینید)
تاریخ‌گذاری این گورها با مطالعهٔ سکه‌هایی که در دستان و جیب‌های این مردگان قرار داده شده بودند امکان‌پذیر بود. یک نمونه که اخیراً تاریخ‌گذاری شده سکهٔ زرینی متعلق به تیبریوس (Tiberius) امپراتور رومی است که در شهر لوگدونوم در گال (Lugdunum in Gaul؛ در کشور امروزی فرانسه) بین سال‌های ۱۶ و ۲۱ میلادی ضرب شده‌بود. با نظر داشت سالیانی که این سکه می‌بایستی از گال به شمال افغانستان در دوران باستان پیموده باشد، می‌نماید که پیشینهٔ گورهای طلاتپه می‌بایستی متعلق به رُبع دوم از سدهٔ نخست میلادی باشد.
|  |  |  |  |  |

## جغرافیا

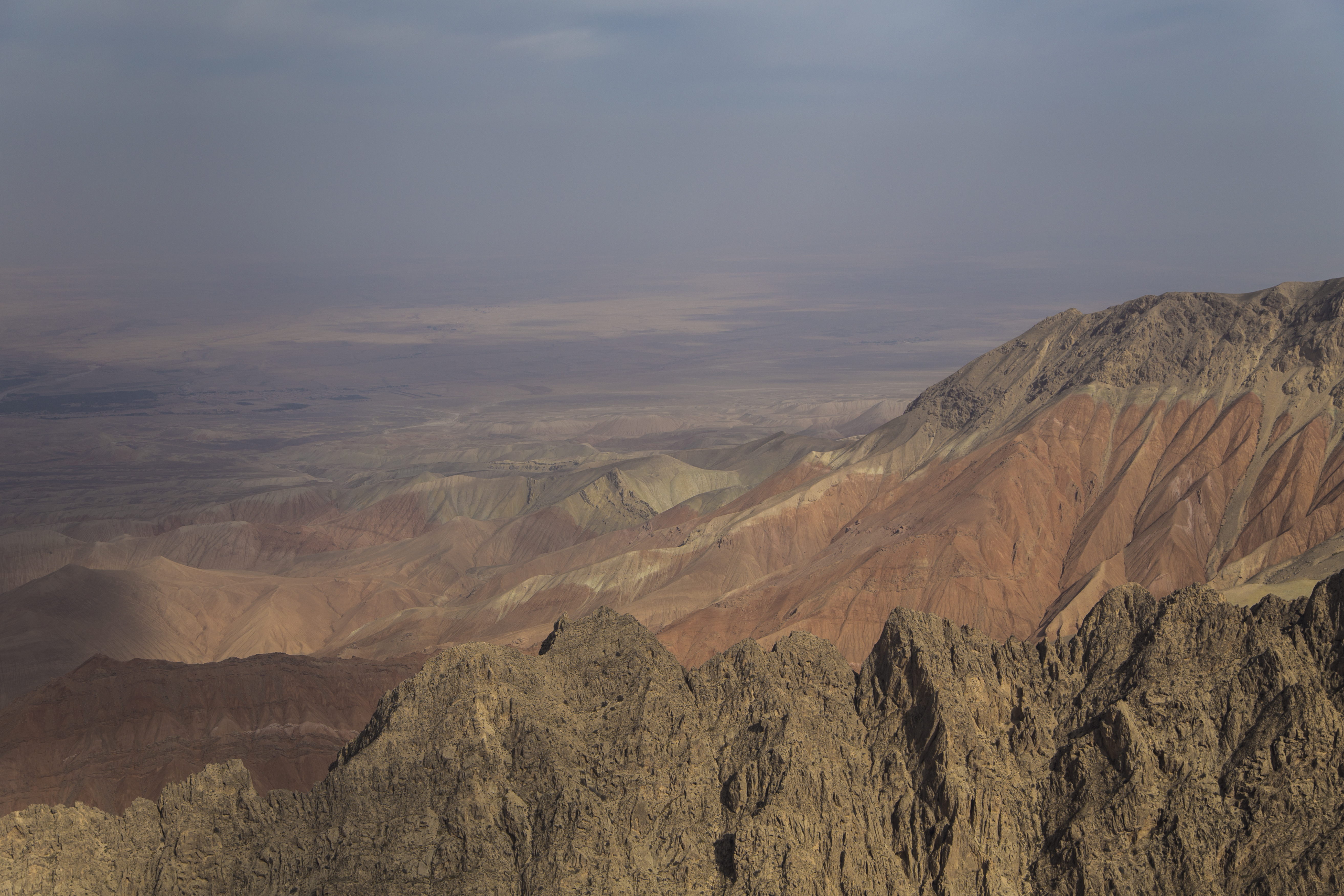
نمایی از کوه‌های ولایت جوزجان

ولایت جوزجان در عرض البلد (۳۶٫۶۶۵) درجه و طول البلد (۶۵٫۷۵۲) درجه قرار دارد. ولسوالی درزآب با ۱۱۷۰ متر ارتفاع بلندترین نقطه و ولسوالی خمآب با ۲۵۳ متر ارتفاع پایینترین نقطه این ولایت را تشکیل می‌دهد.
جوزجان که در شمال افغانستان موقعیت دارد، از شمال با ترکمنستان، از شرق با ولایت بلخ، از جنوب با ولایت سرپل و از غرب با ولایت فاریاب همسایه است. مساحت این ولایت ۱۰۳۲۶ کیلومتر مربع است. بیش از یک چهارم ولایت زمین کوهستانی یا نیمه کوهستانی است، در حالی که بیش از دو سوم مساحت آن را زمین‌های هموار تشکیل می‌دهد. این ولایت از ولایت‌های است که به دلیل داشتن نفت و گاز طبیعی شناخته شده‌است و استخراج معدن و کشاورزی از صنایع اصلی آن بشمار می‌رود.
در ولایت جوزجان فصل بهار معتدل، فصل تابستان گرم، فصل خزان بارانی و فصل زمستان با باران‌ها و برفهای فراوان سرد می‌باشد؛ شدت گرمای تابستان در جوزجان الی ۴۶ درجه و سرمای زمستان آن الی ۲۵ درجه می‌رسد.

## اقتصاد
گوزگان در دوران فرمانروایی آل فریغون ولایتی آباد و پررونق بود. مؤلف حدودالعالم در میان صادرات آنجا از نمد، حَقیبه، تنگِ اسب، زیلو و پلاس یاد کرده‌است (ص ۹۵). وی در شهرها و روستاهای کوچک این ولایت نشانی از کانی‌های زر، سیم، آهن، سرب، و سنگ سرمه را نیز به دست داده‌است (ص ۹۶).
از گوزگان به دلیل اهمیت بازرگانی که پیدا کرده بود، راه‌هایی به دیگر شهرها و ولایات ایجاد شده بود. ابن واضح یعقوبی از راه بلخ به گوزگان و گوزگان به فاریاب نام می‌برد که ۵ منزل بوده‌است (ص ۶۳). اصطخری نیز برخی از راه‌هایی را که از گوزگان به دیگر جاها می‌رفته، وصف کرده و نکته‌هایی نیز دربارهٔ کشاورزی و صنایع‌دستی در این ولایت بیان داشته‌است (صص ۱۲۹، ۲۱۳–۲۱۴).

### گاز
در جوزجان بیش از ۱۴۰ حلقه چاه گاز طبیعی وجود دارد، این چاه‌ها در وقت اتحاد شوروی سابق حفاری شده بود که با خروج شان این چاه‌ها را در دههٔ ۱۳۶۰ مسدود نمودند. فعلاً ۳۶ حلقهٔ آن فعال است. همچنان کار فعال سازی هشت حلقه چاه دیگر در مربوطات ساحات جرقًدوق و یتیم تاق شبرغان، در ماه ثور ۱۳۹۲ از سوی وزارت معادن افتتاح گردید. کار این پروژه توسط کمپنی نفتی ترکی پیش برده می‌شود و قرار است که در سال ۱۳۹۳ شهریان شبرغان و مزارشریف از آن استفاده نمایند. این بخش پروژه را بانک انکشاف آسیایی تمویل می‌نماید.
وزارت معادن می‌گوید که هر چاه ۲۶۰ هزار متر مکعب گاز در ۲۴ ساعت تولید می‌کند و در کنار آن دستگاه تصفیه سلفر در ساحهٔ جرقُدوق نصب می‌شود که گاز توسط پایپ لاین از این چاه‌ها به دستگاه انتقال گردیده و بعد از تصفیه توزیع می‌شود.

### زراعت
جوزجان باداشتن کشتزارهای وسیع زراعتی در شمال کشور یکی از ولایاتی زراعتی افغانستان محسوب می‌گردد که هفتاد درصد مردم آن مصروف مالداری و زراعت اند. درمربوطات این ولایت بیش از ۲۱۵ هزار هکتار زمین زراعتی وجود دارد، از اینکه این ولایت منابع آبی ثابت ندارد، قسمت اعظم این زمین‌ها بدون کشت باقی می‌ماند.
کشت عمده این ولایت را گندم، جو، جواری، زغیر، باجر، ماش، نخود، زیره وغیره تشکیل می‌دهد. علاوه بر آن، از این ولایت ۲۴ نوع انگور به‌دست می‌آید که از لحاظ کیفیت شان مشهور اند. درپهلوی انگور میوه‌هایی همچون زردآلو، شفتالو، ناک، بادام، چهارمغز، آلوبخارا و سیب نیز از جوزجان به‌دست می‌آید.

### صنایع دستی
در پهلوی کلالی و پوستین دوزی ولایت جوزجان، مسگری، زرگری، قالین بافی، گلیم بافی، نمدبافی و خامکدوزی از صنایعی دستی و قدیمی این ولایت بشمار می‌رود.
قالین آقچه و شعر مشهور آن تحت مطلع (بیا بریم آقچه قالین ببافیم تخته، تخته) بر اصالت و قدامت این صنعت دلالت می‌کند. این نوع قالین، ارزش بیشتر دارد و در کنار سایر قالین‌ها به خارج نیز صادر می‌شود.
کلالی نیز یکی از صنایع مهم این ولایت است و از زمان‌های بسیار سابق، یعنی اززمان ابومسلم خراسانی مروج بوده‌است. زرگران جوزجان، در گذشته‌ها بسیار نامدار بودند و در ساختن آثار زینتی مختلف دست بازداشتند؛ اما اکنون این صنعت در حالت رکود قرار دارد. مسگران نیز از شهرت خوب برخورداراند؛ اما این صنایع به سوی رکود مواجه اند.

### بندها
برای مدیریت آب و افزایش حاصلات کشاورزی جوزجان، دو بند آب بالای دریای آقچه و دریای سرپُل ساخته شده‌است. این بندها در ولسوالی فیض آباد و در کنار شاهراه سرپل-شبرغان واقع شده‌اند؛ دهقانان از آب آن به‌طور وسیع استفاده نموده و زمین‌های زیادی را آبیاری می‌کنند.
آب زراعتی، دهقانان ولسوالی‌های قرقین و خماب ذریعه آبکش‌ها از دریای آمو تأمین می‌گردد. ساحات زراعتی ولسوالی‌های درزآب و قوش تپه للمی بوده، این دو ولسوالی به جز از سیلاب‌ها و برف و باران کدام منبع آبی دیگر ندارند.

## مردم
جمعیت ولایت جوزجان بر اساس سرشماری سال ۱۳۹۹، ۶۰۲ هزار و ۸۲ نفر است که بیشتر آن‌ها در روستا‌های این ولایت سکونت دارند.
براساس داده‌های سال ۲۰۱۰، جمعیت عمدهٔ این ولایت از ازبک‌ها و ترکمن‌ها تشکیل شده‌است و به دنبال آن تاجیک‌ها، پشتون‌ها و عرب‌ها نیز حضور دارند. بر پایهٔ آمارها زبان‌های ازبکی توسط ۳۰٪، ترکمنی ۲۲،۷٪، پشتو ۱۷/۲٪ و فارسی ۳۰/۱٪ از مردم سخن گفته می‌شود. عرب‌های جوزجان به زبان عربی صحبت نمی‌کنند و زبان‌های فارسی و دیگر زبان‌ها، زبان مادری آن‌ها را شکل می‌دهد.

## فرهنگ
تلاش‌های فرهنگی این ولایت، از سال ۱۳۴۰، با نشر هفته نامهٔ «دیوه» و فعالیت مطبعه دولتی رسماً آغاز گردید و به‌طور فزاینده ای تسریع یافت. با درنظرداشت تاریخ غنی جوزجان در گذشته، این ولایت با پیشینه‌های تاریخی خویش یکی از ولایات باستانی افغانستان محسوب می‌گردد.
فعلاً در عرصه فعالیت‌های رسانه‌ای جوزجان تلویزیون‌های ملی، آیینه و باتور، رادیوهای موج اف ام ارمغان، آسایش، درمان، غزل، بوستان و ملی، نشریه‌های جوزجانان، گوراش، حکومت و شهروند، پیام الفت، الایمان، گلستان سواد، مجلات جوزجانان، صدای زن، نوای کهسار، خط خطی، بیان نو، ایزگو تویغو (بزبان اوزبیکی)، چاپخانه‌های دولتی، اقبال و مطبعه جوانان شجاع همراه با سه شبکه کیبلی به نام‌های آقچه کیبل، آسمان سیتی کیبل و جهان‌نما کیبل فعالیت دارند.
فعالیت‌های ادبی و اجتماعی جوزجان با انجمن فرهنگی اشراق، اتحادیه ملی ژورنالیستان، انجمن ظهیر الدین محمدبابر، انجمن مخدوم قلی فراغی، انجمن راه نو، انجمن سینماگران، اتحادیه معلمان، اتحادیه متقاعدین، اتحادیه هنرمندان، انجمن شهدا و معلولان، انجمن رفاه و بهزیستی زنان، انجمن فرهنگی راه سبز، شورای جوانان، شوراهای جوانان و زنان حزب جنبش ملی، شورای آسیب دیدگان ولسوالی‌های درزآب و قوش تپه نیز پیش می‌رود.
در جوزجان علاوه بر کتابخانهٔ عمومی، کتابخانهٔ ریاست اطلاعات و فرهنگ و کتابخانه‌های مکاتب و موسسات تحصیلات عالی نیز وجود دارند.
با آنکه مردم، با به میان آمدن سامان آلات موسیقی مدرن و جدید؛ از موسیقی محلی فاصله گرفته‌اند؛ اما اخیراً دوباره همان موسیقی محلی و سابقه، مورد توجه قرار گرفته‌است و در مورد ترویج موسیقی محلی آموزشگاه ایدن در شهر شبرغان به فعالیت آغاز نموده که پیشقدم موسیقی محلی جوزجان می‌باشد.

## گردشگری
موجودیت ساحات و آثار ارزشمند تاریخی و باستانی در جوزجان مانند طلا تپه، یمشک تپه، بالاحصار شبرغان، مقبره حضرت ابن یمین شبرغانی، بقایای بنای تاریخی قلعه چغچی و بالاحصار آقچه گواه بر تاریخ غنی این ولایت می‌باشد.

### طلاتپه
طلا تپه درپنج کیلومتری حاشیه شمال شهر شبرغان موقعیت دارد که با ۲۲ هزار اثر مکشوفه مطلای دوره شهنشاهی تخاری‌تبار کوشانی از بینظیرترین آثار تاریخی جهان می‌باشد و بیانگر آن است که جوزجان در قدیم از ساحات بسیار مهم و محل تلاقی فرهنگ‌ها و تمدن‌های بشری بوده که جزوی از افتخارات بزرگ و تاریخی مردم افغانستان به‌شمار می‌رود.
هیئت ترکیبی باستان‌شناسی افغانستان و شوروی سابق سال‌های زیادی را به کاوش محلات باستانی باختر سپری کردند و نخستین کارشان را درسال ۱۹۶۸ درپنج کیلومتری شرق شهرشبرغان آغاز نمودند. این هیئت ۱۰ سال تمام درین ساحه بکار ادامه داد و کار آنها در زمستان سال ۱۹۷۹ میلادی به پایه اکمال رسید. آنها طی کاوش‌های ده ساله بین سالهای ۱۳۵۶ و ۱۳۵۷ توانستند هفت قبر امپراتوری کوشانیان را کشف کنند که به نسبت محدودیت‌های زمانی شش قبر آن حفر گردید و قبر هفتم که به احتمال قوی باستان شناسان قبر شخص شاه بود در جنگ‌های داخلی غارت گردید.
- ویژگی

1. طبق روزگار و رسم آن زمان در قبر مردان اسلحه جنگی و در قبر زنان لوازم آرایشی، عطریات و وسایل زینتی می‌گذاشتند.
2. تمامی اجساد به استثنای جسد قبرسوم درحالتی قرارداشت که تخته به پشت و روبه بالا افتاده و صرف قبرسوم را موش‌ها کاویده و جسد مدفون درآن ازبین رفته بود. اسکلت‌های این قبور سلامت ساختمانی شان را در اثر افزایش رطوبت باخته بودند، اما جمجمه همه شان از شکست و ریخت پوشش قبور آسیبی ندیده بودند.
3. در قبر اول شهزاده ای حدود ۲۵ تا ۳۰ سال، در قبر دوم ملکه ای حدود ۳۰ الی ۴۰ سال، در قبر سوم دوشیزه ای حدود ۱۸ تا ۲۵ سال، در قبر چهارم مردی ۳۰ ساله، در قبر پنجم زنی حدود ۱۵ تا ۲۰ سال و در قبر ششم زنی بین سنین ۲۵ تا ۳۵ ساله دفن شده بودند.[۶]

- آثار مکشوفه

در نتیجه کاوشها تاج، قوچ، گردنبند، گوشواره، شلشله، سکه‌ها، پای زیب، شنگوله، بشقاب، صندوقچه آرایش، مرتبان پوش دار، شانه عاج، عصا، کمربند طلایی مردانه، پوش خنجر، ارابه، قبضه شمشیر دولفین، مروارید چشم، الهه آناهیتا، هیاکل رب النوع، جام شراب، و تندیس دختر پادشاه به‌دست آمده و همه اجساد متذکره با لباس‌های فاخر و قیمت بها دفن گردیده بودند که در لباس هرکدام آنها ۲۵۰۰ ابی ۴۰ هزار پارچه طلایی بکاربرده شده بود.
|  |  |  |  |  |

### بناهای اسلامی
مدارس و مساجد تاریخی چون مدرسه حضرت ابن یمین شبرغانی، مدرسه دینی ابوسلیمان جوزجانی، مسجد و مدرسه ده عزیزان ولسوالی خانقاه و زیارت عَلَم لیک بابا درولسوالی منگجیک از اماکن دینی است که پیشینه‌های علمی وفرهنگی مردم جوزجان را بیان می‌کند.

### مناطق تفریحی
- جنگل باغ: منطقه‌ای است سرسبز و زیبا جهت تفریح.
- خواجه دوکوه (خواجه دُکّه/دوککه): منطقه باستانی و سرسبز جوزجان در فصل بهار. بالای تپه‌های خواجه دوکوه منظره‌های عالی دارد. (هفت نژاد/فارسی)

## آموزش
جوزجان نسبت به‌شماری از ولایات دیگر، در بخش معارف پیشتاز بوده و جنگ‌های تحمیلی چند دههٔ اخیر، نتوانسته‌است به سیستم آوزشی این ولایت خساره وارد نماید. به تعداد ۳۷۵ مکتب، ۳ آموزشگاه عالی و یک مؤسسه تربیه معلم با بیش از ۴ هزار معلم و ۱۷۵ هزار دانش آموز که ۴۲ درصد شان دختر است، در این ولایت فعالیت دارند.
دانشگاه جوزجان در سال ۱۳۸۰ تأسیس شده و اکنون سه هزار دانشجو در دانشکده‌های تعلیم و تربیه، اقتصاد، انجنیری ساختمانی، کمپیوتر ساینس، علوم اجتماعی، تکنالوژی کیمیاوی و جیولوجی معدن در آن مصروف تحصیل اند می‌باشند.

## ورزش
مردم جوزجان ازسالهای طولانی به اینطرف سرگرم بازی‌های عنعنوی چون بزکشی، پهلوانی، شترجنگی، چوب بازی و غیره بازی‌های دلچسب بوده که بهمین منوال ادامه دارد. اکنون ولایت جوزجان با ۱۷ فدراسیون ورزشی و بیش از پنج هزار ورزشکار ذکور و اناث، می‌باشد.

## ولسوالی‌ها

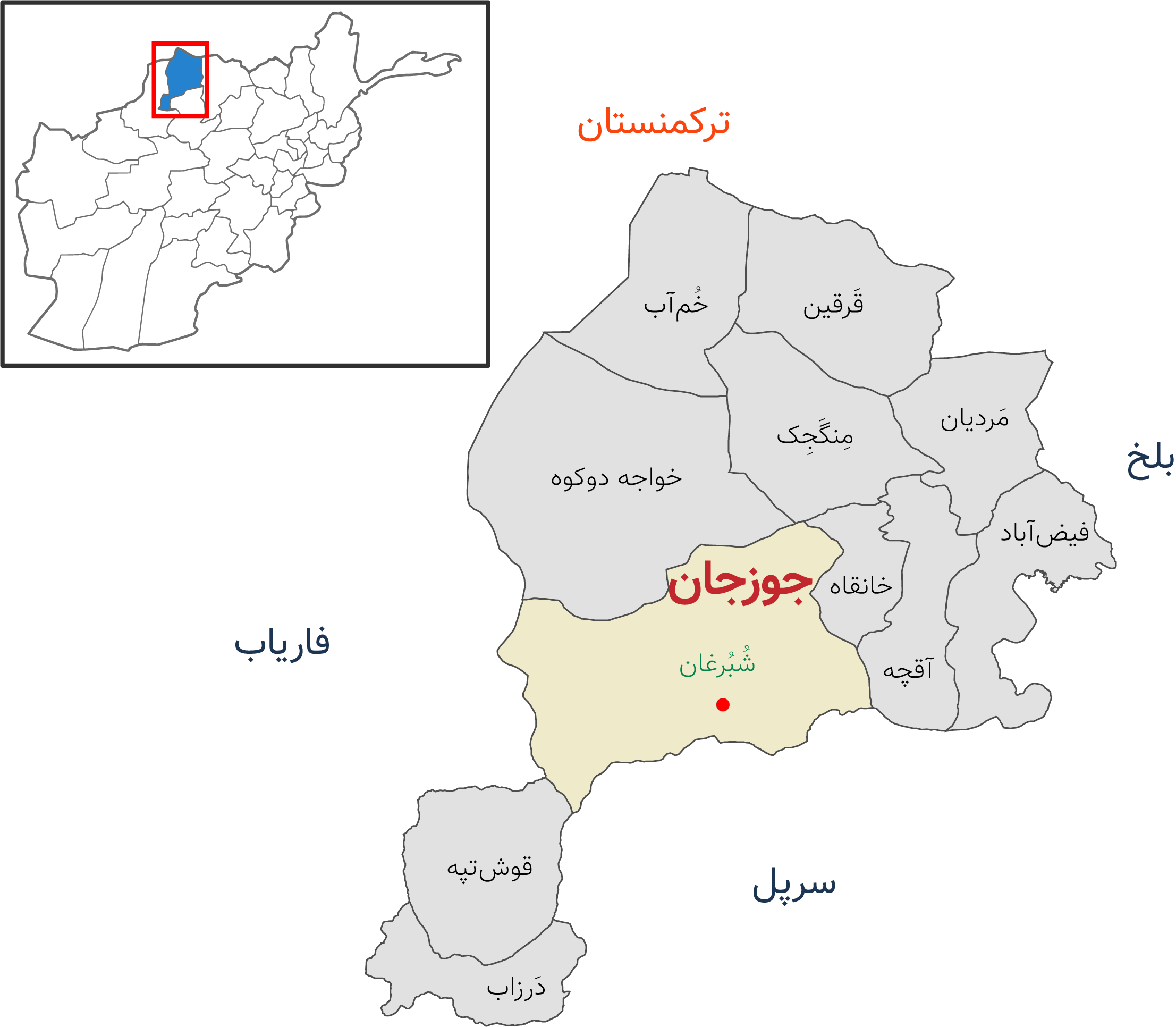
ولسوالی‌های جوزجان

ولایت جوزجان دارای این واحدهای اداری است:
| نمبر | ولسوالی              | مرکز        | جمعیت       | پهناوری             | ولسوال       | تعداد قریه‌ |
| ---- | -------------------- | ----------- | ----------- | ------------------- | ------------ | ---------- |
| ۱    | آقچه درجه اول        | آقچه        | ۸۷٬۲۶۵ نفر  | ۱۴۶٫۳ کیلومتر مربع  | باتور یخشی   | ۲۰         |
| ۲    | خانقاه درجه دوم      | علیلی       | ۲۶٬۳۰۶ نفر  | ۷۷۶٫۳ کیلومتر مربع  | نقیب الله    | ۷۲         |
| ۳    | خم‌آب درجه سوم        | قرنس        | ۱۵٬۸۱۱ نفر  | ۹۰۰٫۶ کیلومتر مربع  | احمد قل      | ۲۰         |
| ۴    | خواجه دوکوه درجه سوم | خواجه دوکوه | ۳۰٬۴۲۴ نفر  | ۲۰۹۳٫۲ کیلومتر مربع | احمد جاوید   | ۴۸         |
| ۵    | درزاب درجه سوم       | درزاب       | ۵۵٬۶۳۵ نفر  | ۶۰۱٫۳ کیلومتر مربع  | ذبیح زاهد    | ۷۲         |
| ۶    | شبرغان درجه اول      | شبرغان      | ۱۹۲٬۷۲۴ نفر | کیلومتر مربع        |              | ۸۸         |
| ۷    | فیض‌آباد درجه سوم     | سانسیز      | ۴۷٬۰۳۲ نفر  | ۸۶۶٫۵ کیلومتر مربع  | سایره شکیب   | ۷۲         |
| ۸    | قرقین درجه دوم       | قرقین       | ۲۸٬۲۴۳ نفر  | ۱۱۶۴٫۷ کیلومتر مربع | شکور جاهد    | ۲۰         |
| ۹    | قوش‌تیپه درجه سوم     | قره‌تپه      | ۲۶٬۵۷۲ نفر  | ۸۸۱٫۵ کیلومتر مربع  | عبدالله ظاهر | ۷۲         |
| ۱۰   | مردیان درجه سوم      | مردیان      | ۴۳٬۵۷۷ نفر  | ۷۷۶٫۸ کیلومتر مربع  | رحمت حشر     | ۴۸         |
| ۱۱   | منگجک درجه دوم       | منگجک       | ۴۸٬۴۹۳ نفر  | ۸۶۰٫۵ کیلومتر مربع  | مطیع احسان   | ۴۸         |

## مشاهیر
- منهاج السراج جوزجانی
- ابو عبید جوزجانی

## پی‌نوشت‌ها
1. 1 2 3  «برآورد نفوس کشور:١٣٩٩» (PDF). اداره احصائیه مرکزی افغانستان. بایگانی‌شده از اصلی (PDF) در ۲۶ آوریل ۲۰۲۱. دریافت‌شده در ٢۴ می ٢۰٢١.
2. ↑  C. Edmund Bosworth, 2009, JOWZJĀN, Encyclopædia Iranica.
3. 1 2  AFGHANISTAN Hidden Hiebert, F. , Cambon, P. , 'Teasures from the National Museum, Kabul', 2008
4. ↑  «جوزجان افغانستان؛ ولایتی نفت خیز با کشفیات طلایی». خبرگزاری صداوسیما. ۲۰۲۱-۰۷-۰۷. دریافت‌شده در ۲۰۲۴-۰۱-۲۳.
5. 1 2  «Ministry of Rural Rehabilitation and Development» (PDF). بایگانی‌شده از اصلی (PDF) در ۶ ژانویه ۲۰۱۰. دریافت‌شده در ۱۲ مارس ۲۰۱۰.
6. 1 2 3 4 5  «معرفی ولایت جوزجان». خبرگزاری پژواک. ٢ جوزا ١٣٩٩. دریافت‌شده در ٣ ثور ١۴۰۰.[پیوند مرده]
7. 1 2 3 4 5  «ولایت بدخشان». www.idlg.gov.af. اداره مستقل ارگان‌های محلی افغانستان. ۱۰ اوت ۲۰۲۱. بایگانی‌شده از اصلی در ۱۶ اوت ۲۰۲۱. دریافت‌شده در ۱۰ اوت ۲۰۲۱.